# Maria de Molina
María de Molina (ur. ok. 1265, zm. 1321) – żona król Sancho IV Odważnego i królowa Kastylii i Leónu w latach 1284–1295, następnie regentka w czasie małoletności jej syna króla Ferdynanda IV Pozwanego.

## Rodzina
María de Molina była księżniczką Leónu, ponieważ była córką infanta Alfonsa de Molina i Mayor Alonso de Meneses. Jej ojciec był synem króla Alfonsa IX z Leónu i królowej Berengarii Kastylijskiej.
W 1281 poślubiła swojego kuzyna - infanta Sancho Kastylijskiego, drugiego syna króla Alfonsa V Mądrego. Ślub odbył się mimo że para młoda nie otrzymała wcześniej dyspensy od papieża. Para miała siedmioro dzieci:
- Izabelę (1283-1328), żonę Jakuba II Aragońskiego, potem Jana III Bretońskiego,
- Ferdynanda IV (1285-1312), króla Kastylii i Leónu,
- Alfonsa (1286-1291),
- Henryka (1288-1299),
- Piotra (1290-1319),
- Filipa (1292-1327), męża swojej kuzynki Małgorzaty de la Cerda, córki Alfonsa de la Cerda,
- Beatrycze (1293–1359), żonę Alfonsa IV Portugalskiego.

## Królowa i regentka

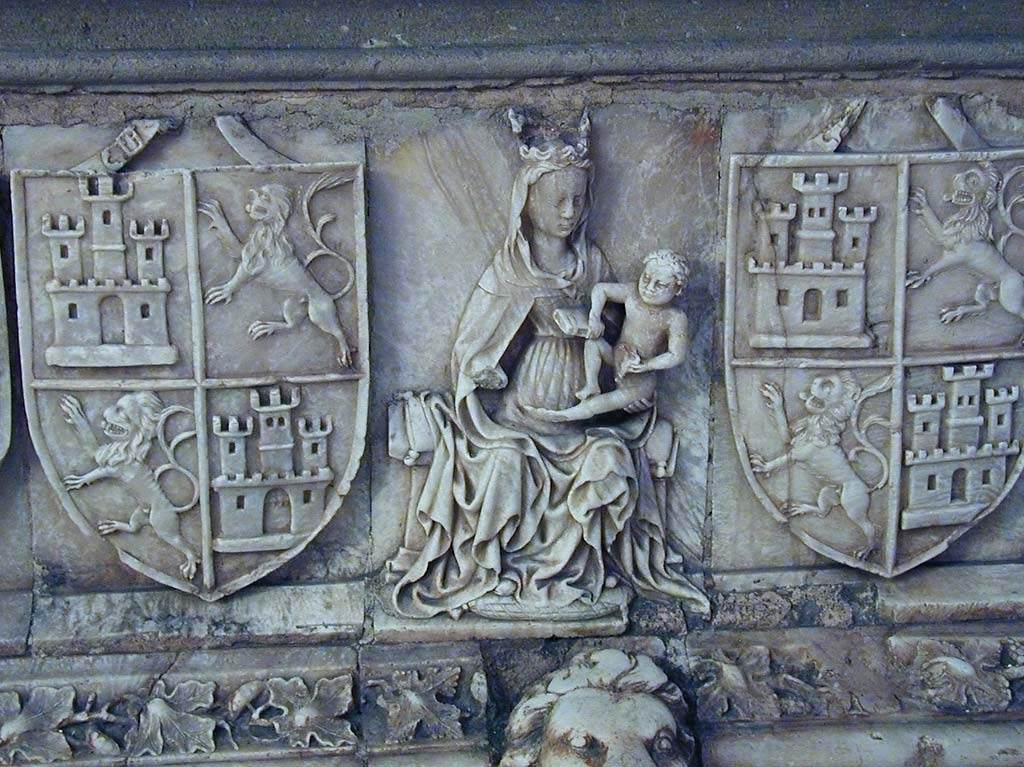
Sarkofag Marii w klasztorze Las Huelgas

W 1284 po śmierci Alfonsa V, mąż Marii został królem jako Sancho IV (pomijając dwóch synów swojego starszego brata – Ferdynanda de la Cerda), a Maria została królową. Sancho rządził bardzo krótko - zmarł w 1295. Po śmierci Sancho IV najstarszy, dziesięcioletni syn Marii i Sancha został koronowany na króla Ferdynanda IV. Maria została regentką w imieniu syna. Zaraz po koronacji w Kastylii i Leónie wybuchły serie rewolt. Prawo do tronu Ferdynanda IV było kwestionowane przez jego ambitnych wujów; infantów Jana i Henryka (Juana i Enrique'a) i jego braci ciotecznych; infantes de la Cerda - synów księcia Ferdynanda de la Cerda. Buntowników wspierał Jakub II Sprawiedliwy, król Aragonii i Dionizy I, król Portugalii, którzy obaj w 1296 najechali Kastylię.
Zdolności dyplomatyczne, śmiałość i wytrwałość Marii spowodowała, że jej wrogowie szybko obrócili się przeciwko sobie. Inwazja Aragonii i Portugalii została odepchnięta, a prawa Ferdynanda IV do tronu oficjalnie uznano. Dodatkowo, w 1301 bulla papieska uznała małżeństwo między Sancho IV a Marią de Molina za ważne. Po tym jak Ferdynand IV osiągnął dojrzałość, Maria sama zakończyła swoją regencję i wycofała się z polityki. Musiała jednak znosić rozdrażnienie i irytację swojego syna, który bynajmniej nie był wdzięczny matce za utrzymanie go na tronie podczas regencji. Zmarła w Valladolid, w 1321.